# Gare de La Mothe-Achard
Gare de La Mothe-Achard – przystanek kolejowy w La Mothe-Achard, w departamencie Wandea, w regionie Kraj Loary, we Francji.
Został otwarty w 1866 przez Compagnie du chemin de fer de Paris à Orléans (PO). Jest przystankiem kolejowym Société nationale des chemins de fer français (SNCF), obsługiwanym przez pociągi TER Pays de la Loire.

## Położenie
Znajduje się na wysokości 52 m n.p.m., na 16,860 km linii Les Sables-d’Olonne – Tours, pomiędzy stacjami Olonne-sur-Mer i La Roche-sur-Yon.